# Sylke Otto
Sylke Otto (Chemnitz, República Democràtica Alemanya, 1969) és una corredora de luge alemanya, ja retirada, que destacà a la dècada del 2000.

## Biografia
Va néixer el 7 de juliol de 1969 a la ciutat de Chemnitz, població situada a l'estat de Saxònia, que en aquells moments formava part de la República Democràtica Alemanya (RDA) i que avui en dia forma part d'Alemanya.

## Carrera esportiva
Als 22 anys va participar en els Jocs Olímpics d'Hivern de 1992 realitzats a Albertville (França), si bé finalitzà tretzena en la prova individual femenina de luge. Després d'un període de poca activitat participà en els Jocs Olímpics d'Hivern de 2002 realitzats a Salt Lake City (Estats Units), on aconseguí la medalla d'or, un fet que repetí en els Jocs Olímpics d'Hivern de 2006 a Torí (Itàlia).
Al llarg de la seva carrera ha aconseguit dotze medalles en el Campionat del Món de luge, destacant quatre victòries en la prova individual i dues en la prova de parelles mixtes. Així mateix ha guanyat vuit medalles en el Campionat d'Europa de luge, destacant cinc medalles d'or en la prova individual femenina i tres més en la prova mixta per parelles. Pel que fa a la Copa del Món de l'especialitat guanyà les edicions 1994/1995, 1999/2000, 2002/2003 i 2003/2004, aconseguint 37 victòries.
Es retirà de la competició el gener de 2007.